# Adile Sultan (dcera Mahmuda II.)
Adile Sultan (23. května 1826 Istanbul - 12. února 1899 Istanbul) byla osmanská princezna a filantrop. Také psala básně, které patří mezi osmanskou klasiku. Byla dcerou sultána Mahmuda II. a sestrou sultánů Abdülmecida I. a Abdülazize.

## Biografie
Byla dcerou sultána Mahmuda II. a jeho manželky Zernigar Kadın Efendı. Její matka zemřela již v jejím dětství a tak ji vychovávala Haciye Pertev Piyale Nevfidan Kadın Efendı, jedna z dalších žen sultána. V harému se dostala na velmi vysoký post a mezi konkubínami měla značný respekt. Stejně jako její otec milovala výtvarnou činnost.
Byla provdána v roce 1845 za velitele flotily Mehmeta Aliho Pašu, který se stal velkovezírem za vlády jejího bratra Abdülmecida I. Spolu měli tři děti, které zemřely ve velmi nízkém věku. Mehmet Ali Paşa zemřel v roce 1868 a krátce po něm dcera Hayriye Hanim Sultan. I přes tyto těžké chvíle v jejím životě, nechala vystavět mešitu Nakšbandíja a aktivně se podílela na charitativních činnostech. Vlastnila letní zámeček ve Validebağu, ale bydlela ve svém paláci v Kandilli (Palác Adile Sultan). Obě tyto stavby byly na asijské části Instanbulu. Po smrti svého manžela se z palace v Kandilli se v roce 1868 odstěhovala a nechala z něho zřídit vysokou školu pro dívky. Nový domov našla v paláci ve Fındıklı, kde i v roce 1899 zemřela. Byla pohřbena v mauzoleu společně se svým mužem v Eyüp v Istanbulu.
Někteří historikové tvrdí, že její poezie nebyla tak úspěšná jako od jiných osmanských žen (např. Leyla Hanım, Fıtnat Hanım). Adilena literatura byla spíše o dění v paláci a o administraci Osmanské říše. Mimo jiné také napsala báseň o vraždě jejího bratra sultána Abdülazize, která je velmi známá. Pomáhala shánět informace o Diwanu sultánu Süleymana I. (1494 - 1566), aby byly vytištěny a vydány jako kniha. Poslední vydání její poezie bylo vydáno v roce 1996.